# Marathon Media Group
Zodiak Kids Studios (dawniej znana jako Marathon Media i Marathon Productions) – francuska firma, produkująca seriale animowane przeznaczone dla wszystkich grup wiekowych: dzieci, młodzieży i dorosłych. Siedziba znajduje się w Neuilly-sur-Seine.
W 2008 roku Marathon Media Group została przejęta przez Zodiak Entertainment i przemianowana na Marathon Media. W lutym 2016 roku Zodiak Media połączył się z Banijay Group, a Marathon został w ten sposób rozwiązany.

## Niektóre produkcje animowane
- Dorwać Blake’a
- Gormiti
- Leci królik
- Leniuchowo
- LoliRock
- Martin Tajemniczy
- Monster Buster Club
- Niezwykła piątka na tropie
- Odlotowe agentki
- Redakai: W poszukiwaniu Kairu
- Superszpiedzy
- Team Galaxy – kosmiczne przygody galaktycznej drużyny

## Seriale
- 15/Love

## Filmy dokumentalne
- Born Wild
- Born World